# Diecéze aborská
Diecéze Abora je titulární diecéze římskokatolické církve, založená roku 1933 a pojmenovaná podle starověkého města Abora v dnešním Tunisku. Toto město se nacházelo v provincii Proconsolare. Diecéze byla sufragannou arcidiecéze Cartagine.

## Titulární biskupové
| hodnost          | jméno                                | úřad                               | od                 | do              |
| ---------------- | ------------------------------------ | ---------------------------------- | ------------------ | --------------- |
| titulární biskup | Bruno-Augustin Hippel, S.A.C.        | apoštolský vikář Oudtshoorn (JAR)  | 9. prosince 1948   | 11. ledna 1951  |
| titulární biskup | Jean de Vienne de Hautefeuille, C.M. | emeritní biskup Tchien-ťinu (Čína) | 14. června 1951    | 21. září 1957   |
| titulární biskup | Vincentas Sladkevičius, M.I.C.       | pomocný biskup Kaišiadorys (Litva) | 14. listopadu 1957 | 28. června 1988 |
| titulární biskup | Vincent Malone                       | pomocný biskup Liverpoolu (UK)     | 13. května 1989    |                 |